# Йохан фон Волкенщайн-Роденег
Йохан фон Волкенщайн-Роденег (на немски: Johann Graf von Wolkenstein-Rodenegg; * 27 септември 1585, Лиенц, Тирол; † 10 декември 1649, дводец Пруг, Брук ан дер Лайта, Долна Австрия) е фрайхер, от 1630 граф от род Волкенщайн от Селва ди Вал Гардена, Южен Тирол, австрийски господар на Роденег в Роденго близо до Бресаноне в Южен Тирол, ландес-хауптман на Еч/Адидже (1628 – 1636).

## Произход
Той е син на фрайхер Зигизмунд фон Волкенщайн-Роденег (1554 – 1624) и съпругата му фрайин Анна Хелена фон Фирмиан († 1602), дъщеря на фрайхер Георг фон Фирмиан (* 1538) и Маргарета Фукс фон Фуксберг († 1573). Внук е на фрайхер Кристоф фон Волкенщайн (1530 – 1600) и фрайин Урсула цу Шпаур и Флавон (1532 – 1575). Роднина е на Николаус фон Волкенщайн (1587 – 1624), епископ на Кимзе (1619 – 1624).
През 1564 г. родът Волкенщайн-Роденег е издигнат на фрайхер и 1628 г. на имперски граф.
- Дворец Роденег в Роденго
- Дворец Пруг
- Останки от замък Волкенщайн

## Фамилия
Първи брак: през 1615 г. с графиня Бенигна Елизабет Коловрат (1582 – 1636). Те имат една дъщеря:
- Йохана Хелена фон Волкенщайн, омъжена 1644 г. за граф Маркус Зигмунд фон Велшперг († 1664)

Втори брак: с графиня Фелицитас цу Шпаур и Флавон (* 1602), сестра на граф Франц фон Шпаур и Флафон (1598 – 1652), дъщеря на граф Антон фон Шпаур и Флафон (1554 – 1642) и фрайин Емеренция фон Прайзинг († 1621). Те имат децата:
- Анна Доротея фон Волкенщайн-Роденег (* 1635/1636/ 6 февруари 1640, Лиенц; † 26 ноември 1702/1 юни 1709, Виена), омъжена на 6 ноември 1661 г. във Виена за граф Волфганг IV фон Йотинген-Валерщайн (* 1 февруари 1629; † 6 октомври 1708, Виена)
- Йоханес Андреас фон Волкенщайн-Роденег (1643 – 1715), женен за Елизабет фон Витенбах